# Longueur d’ondes
Longueur d’ondes es el quinto álbum publicado por la cantante franco-canadiense Natasha St-Pier, a principios de 2006 con la colaboración de Pascal Obispo, Lionel Florence, Frédéric Château, Elodie Hesme entre otros. Este álbum es una autobiografía haciendo referencia a momentos de la vida de Natasha St-Pier. Llegó a la primera posición de la lista de ventas francesa y a la segunda posición en la belga.

## Listado de temas
1. Un ange frappe à ma porte (single) - 4:11
2. Longueur d’ondes - 3:57
3. Ce silence (con Frédéric Château, single) - 3:54
4. J’oublie - 3:35
5. Tiens moi à la vie - 3:36
6. Je peux tout quitter - 3:36
7. A l’amour comme à la guerre - 5:24
8. Tant que j’existerai (single) - 3:01
9. Comme dans un train - 3:51
10. Je traverserai - 3:57
11. Je fais comme si - 3:50
12. De nous - 3:51

- Datos: Q1824186